# Суон, Крисси
Кри́сси Суо́н (англ. Chrissie Swan; 3 ноября 1973) — австралийская журналистка, телеведущая и радиоведущая.

## Биография
Крисси Суон родилась 3 ноября 1973 года.
До того как в 2003 году начать карьеру на телевидении, появившись в шоу «Big Brother Australia» Крисси работала в области копирайтинга. В 2010—2011 года Суон была ведущей утреннего шоу «The Circle», за что получила премию «Logie Awards» (2011) в номинации «Новая популярная талантливая женщина».
Крисси состоит в фактическом браке с Крисом Сэвиллом. У пары есть трое детей: два сына, Лео Суон-Сэвилл (род.2008) и Кит Суон-Сэвилл (род. в сентябре 2011), и дочь — Пегги Суон-Сэвилл (род.26.03.2013).